# Pleasant Dale (Nebraska)
Pleasant Dale je selo u američkoj saveznoj državi Nebraska. Prema popisu stanovništva iz 2010. u njemu je živjelo 205 stanovnika.